# 셸라

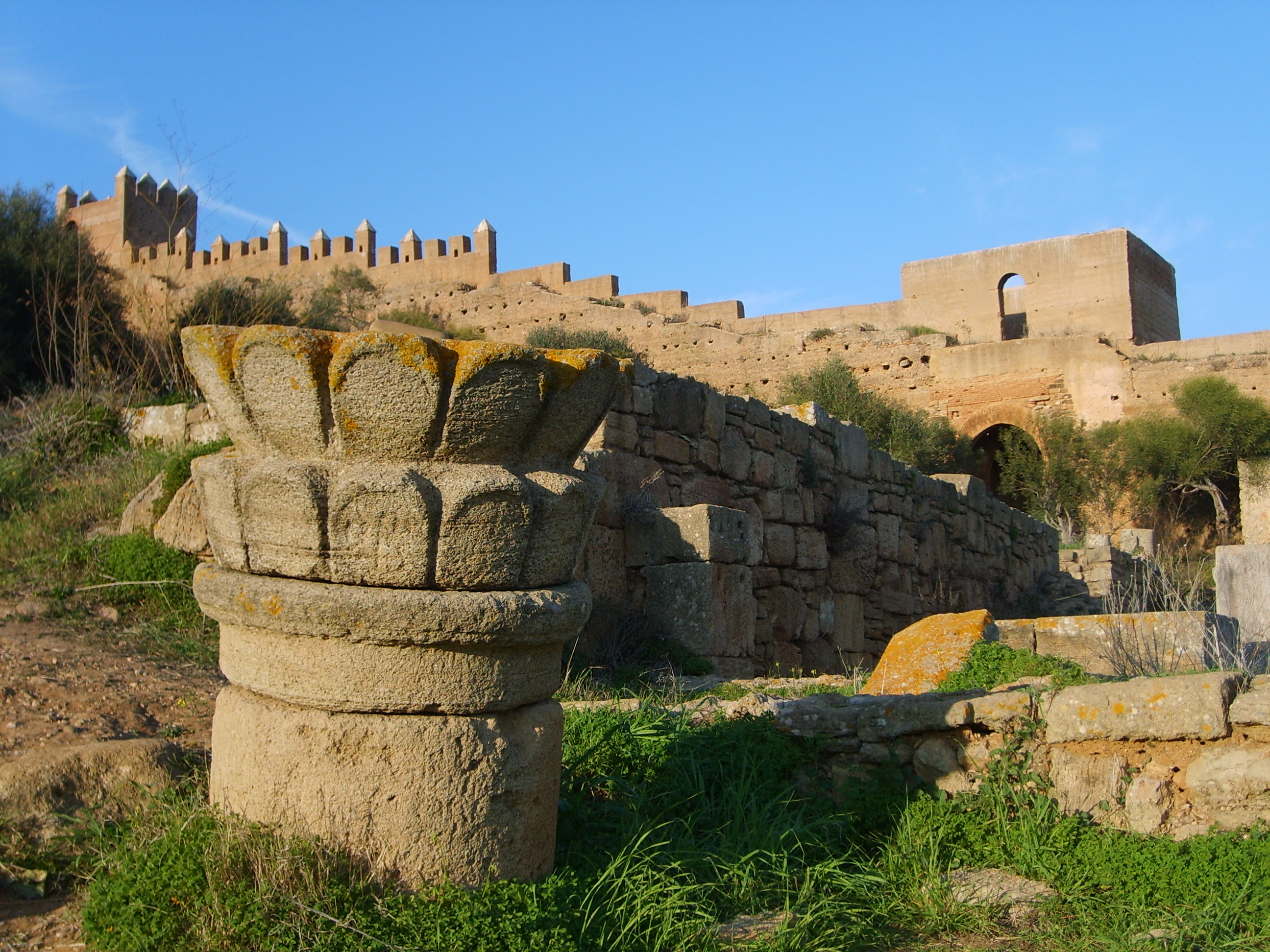

셸라(Chellah, Shalla, شالة)는 중세 시대의 이슬람 네크로폴리스로서, 모로코 라바트의 도심지에 위치해 있다.
신시가의 남동쪽에 있는 로마시대의 유적으로 로마시대에는 영예를 누렸지만, 로마제국이 쇠퇴한 후 14세기에는 묘지가 되었다. 성벽안에는 로마시대의 목욕탕과 저택의 터를 비롯하여, 메린 왕조의 검은 술탄이라고 불린 아부 알 하산과 그 일족의 묘가 있다.